# GOSSIPS
『GOSSIPS』（ゴシップス）は、トランスメディアが発行し、日本ジャーナル出版が発売し、オウトグラフ・プロダクションが編集を手がける女性向けファッション・芸能情報誌。主に海外芸能人のファッション、ゴシップ、美容、ライフスタイルに関する情報を掲載している。
2007年6月18日創刊。日本初のセレブリティ・ゴシップ情報誌で、米国『Us Weekly』と独占提携している。発売社は当初トランスメディアであったが、2013年11月より日本ジャーナル出版に変更された。2010年2月号より、誌名が『GOSSIPS PRESS』（ゴシップス・プレス）から『GOSSIPS』（ゴシップス）に変更された。

## 概説
日本で初めて海外セレブリティを専門として取り扱う女性誌として、2007年6月18日にトランスメディア社から第1号が発行される。2007年11月18日に月刊誌として創刊された。当初は2005年に創刊する予定だったが、パパラッチ写真1枚につき数百万円の料金を提示されたため採算が合わないと断念。ただその後アメリカでパパラッチの人数が増えたことで、パパラッチ写真の相場が下落。この環境の変化が月刊化に踏み切った理由の1つだった。
読者対象は10代から40代となっており、メインターゲットは20代の女性である。海外セレブリティのプライベートや素顔に焦点をあてた内容となっている。創刊当時からアメリカの大手ゴシップ誌『Us Weekly』と独占提携を結んでおり、日本では『GOSSIPS』にのみ『Us Weekly』の記事を使用する権利がある。この提携を始め、海外と太いパイプラインを持つ。

### 発行部数
2012年1月現在の発行部数は28万部である。発行当時からの驚異的な売上に海外メディアも反応し、イギリスの『TIMES』が記事で取り上げ「日本で初めて欧米セレブを雲の上の超人的な存在として扱わない雑誌、GOSSIPS PRESSは、記録破りの売り上げを続けている。日本の雑誌業界が不況に喘ぐ中、これは素晴らしい記録である。売り上げは、毎月10%も倍増している」と評した。

## メディア出演
海外セレブリティ・マガジンのパイオニアとして、テレビ・ラジオ番組など他のメディアに出演協力や情報提供をする。詳しくは大柳葵理絵を参照。
2015年3月現在、編集長の大柳が日本テレビの情報・バラエティ番組PON!に水曜レギュラーとして出演中。
フジテレビのバラエティ番組『ホンマでっか!?TV』にコメンテーターとして出演する一方、『ザ・ベストハウス123』ではGOSSIPSとのコラボ企画としてお騒がせセレブリティシリーズを放送。ニコール・リッチー、アンジェリーナ・ジョリー、マドンナらを取り上げて、大きな話題を呼んだ。
その他、日本テレビの『世界まる見え!テレビ特捜部』、『スッキリ!!』、『ZIP!』、『PON!』、フジテレビの『ノンストップ!』、テレビ朝日の『サンデースクランブル』、『今すぐ使える豆知識 クイズ雑学王』、WOWOWの『アカデミー賞事件簿』、Fm yokohamaの『ANIMO!』、ニッポン放送の『テリー伊藤のってけラジオ』など多数のメディアに出演。。

## 別冊
増刊ムック本の展開にも積極的で、2015年3月現在、以下の号が発売されている。
- セレブリティ・ヘアスタイルズ／Celebrity Hairstyles（2007年10月18日）
- セレブリティヘア＆ビューティ／Celebrity Hair & Beauty（2008年9月5日）
- まるごと1冊ニコール・リッチー!／We Love Nicole Richie（2009年7月3日）
- まるごと1冊ケイト・モス!／We Love Kate Moss（2009年10月2日）
- まるごと1冊ニコール・リッチー！vol.2／We Love Nicole Richie vol.2（2009年11月5日）
- まるごと1冊ヴァネッサ・ハジェンズ！／We Love Vanessa Hudgens（2010年6月3日）
- まるごと1冊レディー・ガガ！／We Love Lady GAGA （2010年12月3日）
- まるごと1冊ゴシップガールファッションBOOK!／We Love GOSSIP GIRL（2011年10月5日）
- まるごと1冊ミランダ・カー ファッション＆ビューティBOOK! （2012年1月30日）
- まるごと1冊ゴシップガールファッションBOOK! Vol.2／We Love GOSSIP GIRL（2012年5月9日）
- まるごと1冊セレブリティビューティBOOK! （2012年8月30日）
- まるごと一冊ミランダ・カー ファッションBOOK! Vol.2 （2012年11月5日）
- まるごと1冊ヴィクトリアズ・シークレット! （2013年7月5日）
- まるごと1冊カーラ・デルヴィーニュBOOK! （2013年10月28日）
- まるごと1冊セレブゴシップ総集編 Gossip Selection （2013年12月5日）
- まるごと1冊ミランダ・カー　ファッション＆ビューティBOOK! Vol.3 （2014年11月25日）

## 書籍の監修
ゴシップスが監修した海外セレブリティの書籍。
- ダイヤモンドの真実／The Truth About Diamonds（ニコール・リッチー著、2010年4月　トランスメディア社発行）
- プライスレス／Priceless（ニコール・リッチー著、2011年5月　トランスメディア社発行）
- オネスト・ライフ／The Honest Life（ジェシカ・アルバ著、2014年4月　トランスメディア社発行）
- エンパワーユアセルフ／Empower Yourself（ミランダ・カー著、2014年7月　トランスメディア社発行）